# Bue og pil
Bue og pil er et skydevåben, der består af et elastisk kasteapparat (bue) og langskaftede projektiler (pile).
Bueskydning kunsten, udførelsen eller egenskaben af at bruge buer til at skyde pile med. En person, der skyder pile med en bue kaldes en bueskytte. En personer der fremstiller buer kaldes en bowyer, mens en person der fremstiller pile fletcher eller pilemager, og en person der fremstiller pilespidser i metal kaldes en pilesmed.
Mennesker har brugt bue og pil til jagt og krig længe før nedskrevet historie, og anvendelsen af bue og pil var meget udbredt i forhistoriske kulturer. Det var vigtige våben fra oldtiden og frem til Tidlig moderne tid, hvor de i stigende grad blev overflødiggjort af kraftigere og mere præcise krudtvåben, og det blev til sidst droppet helt som krigsvåben. I dag bruges bue og pil primært til jagt og bueskydning i sport.